# Blasius Honold
Blasius Honold (* um 1477; † um 1549) war ein Kaufmann und Bürgermeister in Kaufbeuren.

## Leben
Blasius Honold entstammte einer Kaufmannsfamilie und war der Sohn des Ratsherrn Lorenz Honold und dessen Ehefrau Barbara (geb. Glatz); er hatte noch vier Geschwister. Sein Vater hatte am 20. August 1474 von Kaiser Friedrich III. einen Wappenbrief mit Bestätigung des Familienwappens erhalten. Die Familie nennt sich nach ihrem Wappenbild von der Taube, auch zur Unterscheidung zu der Kaufbeurener Familie Honold vom Luchs.

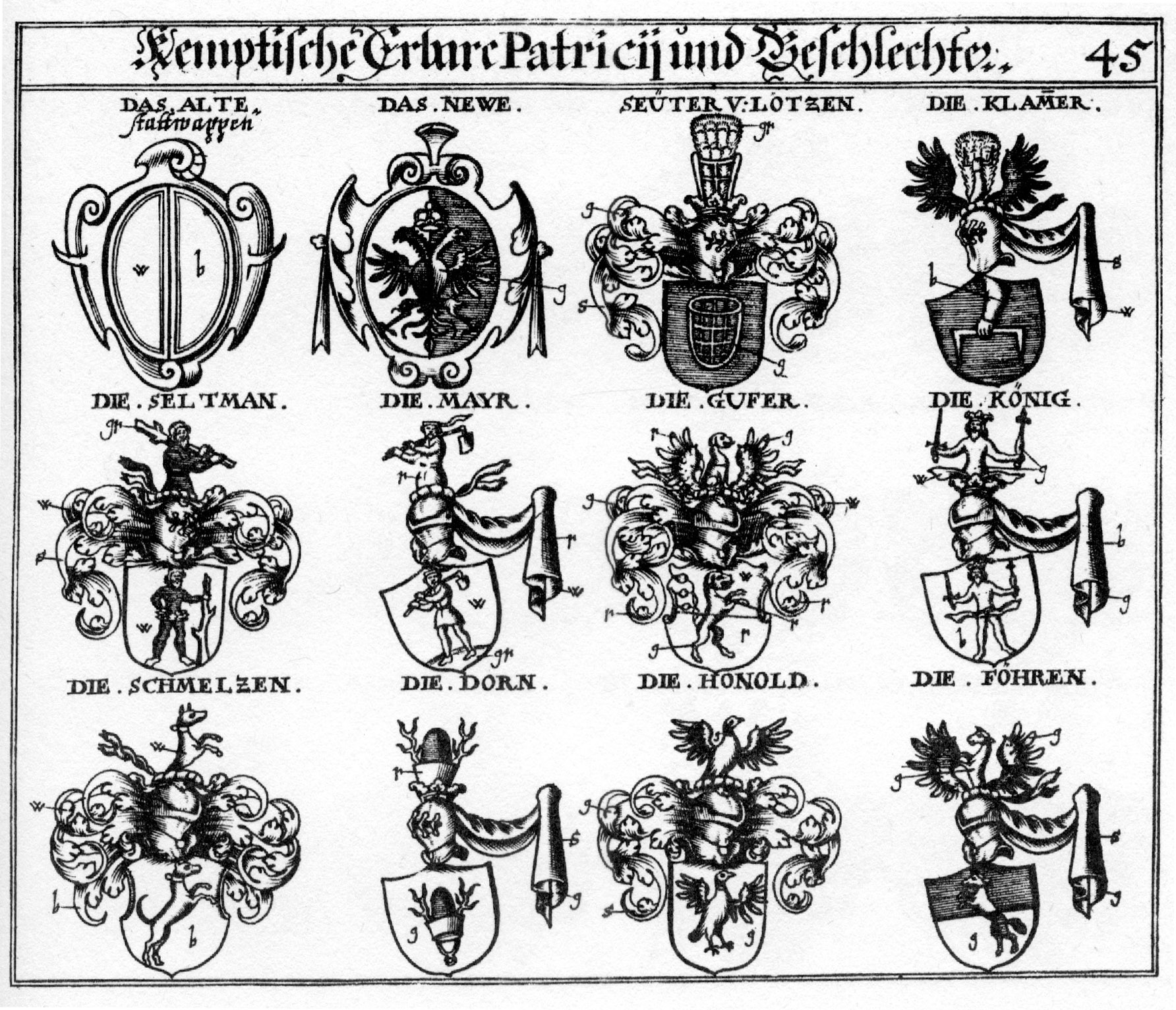
Wappen der Honold von der Taube in Siebmacher, Patrizier Kempten

In erster Ehe heiratete er um 1500 Helena (geb. Wespach) aus Memmingen; aus dieser Ehe entsprossen fünf Kinder. In zweiter Ehe heiratete er 1531 Margaretha (geb. Kräft).
Er war ein Tuchhändler und besaß als Patrizier Lehensfähigkeit. 1499 verkauft Blasius mit seinem Bruder Hans die ererbten Güter zu Pforzen, Leinau, Hirschzell, Frankenried und Westendorf. 1521 nahm er das Reichslehen der Espermühle entgegen und war dazu auch seit 1522 Lehensträger des Heilig-Geist-Spitals.
Sein Bruder Hans war 1517 nach Wien verzogen, sodass Blasius Honold dessen Papiermühle in Oberbeuren übernahm.
In Kaufbeuren bestand bis 1551 eine Zunftregierung und die patrizische Herrenzunft konnte verschiedene Ämter besetzen. Blasius Honold gehörte 1509 dem regierenden Kleinen Rat an und war vom 1. Mai 1524 bis zum 30. April 1525 Bürgermeister in Kaufbeuren. 1525/1526 war er Ammann (ehemals Reichsvogt) und damit Vorsitzender des Stadtgerichts. Im Rahmen der Außenpolitik der Stadt nahm er auch verschiedene Reisen in die Nachbarstädte auf sich, so besuchte er unter anderem 1524 Ulm. Außerdem war er 1514, 1517 und 1521 als Kirchenpfleger für St. Blasius tätig; an der Schreinrückwand des Hochaltars von Jörg Lederer befindet sich bis heute eine Inschrift aus dem Jahr 1518, die auf seine Funktion als pfleger hinweist.
Zu seinen weiteren Tätigkeiten gehörte auch die Jagd in den heimischen Wäldern. Nachdem das Stift Kempten und das Hochstift Augsburg, die Kaufbeurer in ihren Jagdrechten beschneiden wollte, geriet Blasius Honold 1514 auf der Pirsch in Streitereien mit den Forstknechten des bischöflich-augsburgischen Pflegers, die in amtlicher Instanz geschlichtet wurden. Erst 1523 kam es zu einer Festlegung der Jagdgrenzen mit dem Stift Kempten.
Während seiner Zeit als Bürgermeister führte er die Stadt durch die Spannungen des Bauernkriegs und wahrte die Neutralität der Stadt, dazu nahm er eine Schlüsselstellung für die Entwicklung der Reformation in Kaufbeuren ein. Die Auseinandersetzungen um die rechte Lehre des Evangeliums waren um die Jahreswende 1524/1525 zu einem Höhepunkt gelangt. Die Bevölkerung machte ihrer Unzufriedenheit über die Zustände der alten Kirche Luft, so unter anderem über schlechte Bildung und den unsittlichen Lebenswandel vieler Kleriker. Nachdem es zu Handgreiflichkeiten gekommen war, sorgte Blasius Honold für Ruhe und führte, zusammen mit dem Stadtrat, den Unmut der Bevölkerung über die Missstände des Kirchenwesens in geordnete Bahnen. Er sorgte vom 30. Januar bis zum 1. Februar 1525 für ein Religionsgespräch, ähnlich wie das kurz zuvor stattgefundene in Memmingen (siehe Memminger Disputation) zwischen Vertretern der alten und der neuen Glaubensrichtung; dies sorgte für Klärung und Beruhigung der Parteien.
Nach der Unterdrückung der Reformation durch den Schwäbischen Bund und einem Prozess gegen eine Verleumdungskampagne, verkaufte er verschiedene Liegenschaften in Kaufbeuren und siedelte um 1530 zu seinem Sohn Blasius der Jüngere in die Reichsstadt Kempten über; sein Sohn sympathisierte 1545/1546 mit den Wiedertäufern und Kaspar Schwenckfeld, den er 1545 in seinem Haus aufgenommen hatte.